# Lev Bačynskyj
Lev Bačynskyj, cyrilicí Лев Бачинський, též Lew Baczyńskyj (14. června 1872 Serafynci – 11. dubna 1930 Vídeň), byl rakouský právník a politik ukrajinské (rusínské) národnosti z Haliče, na počátku 20. století poslanec Říšské rady.

## Biografie
Působil coby advokát ve Stanislavově. Pocházel z rodiny učitele na národní škole. Absolvoval Černovickou univerzitu. V roce 1897 byl na základě paragrafu 302 (pobuřování) potrestán 14 dny vězení.
Působil také coby poslanec Říšské rady (celostátního parlamentu Předlitavska), kam usedl ve volbách do Říšské rady roku 1907, konaných poprvé podle všeobecného a rovného volebního práva. Byl zvolen za obvod Halič 59. Mandát zde obhájil i ve volbách do Říšské rady roku 1911. V rejstříku poslanců pro zasedání parlamentu po roce 1917 již ale uváděn není.
Ve volbách roku 1907 je zmiňován jako radikální rusínský kandidát. Po volbách roku 1907 byl uváděn coby člen poslaneckého Rusínského klubu.
Během krátce existující Západoukrajinské lidové republiky vzniklé po rozpadu monarchie na územích převážně obývaných etnickými Ukrajinci byl viceprezidentem Ukrajinské národní rady. Podílel se na vypracování ústavního zákona o zemědělské reformě. Po anexi teritoria Západoukrajinské lidové republiky Polskem byl aktivní v polské politice. Od roku 1918 až do své smrti zastával funkci předsedy Ukrajinské radikální strany. V období let 1928–1930 zasedal jako poslanec polského Sejmu.